# رضا خوش‌بین خوش‌نظر
رضا خوش‌بین خوش‌نظر، رمان‌نویس ایرانی است. اثر مشهور وی رمان و خدایان دوشنبه‌ها می‌خندند است که افراطیون مذهبی به خاطر آن انتشارات مرغ آمین را به آتش کشیدند. وی شش اثر دیگر خود را در انتشارات فردوسی در سوئد به چاپ رسانده‌ است.

## آثار
- و خدایان دوشنبه‌ها می‌خندند، انتشارات مرغ آمین
- آخر جغد، انتشارات فردوسی[۳]
- پیغمبر کله کدو زیر ساعت مرده، انتشارات فردوسی[۴]
- تتراکتوس چهارلعنتی، انتشارات مرغ آمین و انتشارات فردوسی[۵]
- لوچ ها و چشم آغول ها،  انتشارات فردوسی
- انتران کون سرخ من، انتشارات فردوسی
- سندروم نبراسکا، انتشارات فردوسی